# كل تبة
كل‌ تبة هي قرية في مقاطعة بارس أباد، إيران. عدد سكان هذه القرية هو 114 في سنة 2006.